# Tilleul des Lognards
Le tilleul des Lognards est un tilleul classé situé à Xhoris dans la commune de Ferrières en province de Liège (Belgique).

## Localisation
Le tilleul est situé dans le village de Xhoris, le long de la voirie Tilleul des Lognards, sur un plateau herbeux et inhabité de la région calcaire de la Calestienne entre le centre du village, Pierreux et le vallon de Bléron, autre site classé. Le sentier de grande randonnée 571 passe devant le tilleul.

## Historique
Bien que l'on ne connaisse pas la date de sa plantation, il est possible que ce tilleul soit très ancien. Son nom fait référence aux soudards (anciennement : soldats, mercenaires) de Logne que les paysans, exaspérés par leurs rapines et leurs exactions, pendaient à ses branches. Or, le château-fort de Logne fut définitivement détruit en 1521. Il est vraisemblable que le tilleul actuel ait remplacé un arbre plus ancien.

## Description du site
Le site du Tilleul des Lognards se compose du tilleul proprement-dit, de la croix Herman, de la chapelle Sainte-Barbe et d'une stèle. Un épicéa se dressait au sud de la chapelle jusqu'aux environs de 2015.

### Tilleul des Lognards
En plus de sa fonction de gibet (voir Historique), le tilleul avait celui, plus pacifique, d'arbre guérisseur. Une piécette de monnaie, glissée dans une fente de l'écorce aurait assurer la guérison des maux de dents. Il est aussi repris comme arbre à clous. Il servait également de repère et de halte aux pèlerins qui se rendaient au prieuré puis à l'abbaye de Bernardfagne (Saint-Roch) où le culte de saint Roch y est autorisé dès 1521.

### Croix Herman
Placée devant le tilleul, la croix Herman se compose d'un socle en pierre calcaire gravé et daté de 1771 sur lequel se dresse un crucifix en fonte, daté de 1767.

### Chapelle Sainte-Barbe
La chapelle dédiée à sainte Barbe a été construite en 1862 comme l'atteste une inscription en chronogramme gravée en façade. Le chronogramme indique : "SaInte Barbe à La Mort aCCorDez-noUs Votre proteCtIon". De base rectangulaire (3,5 m x 3 m), la chapelle est bâtie en brique et pierre calcaire pour la façade et uniquement en pierre calcaire pour les autres côtés. La façade en brique est ornée de pilastres en pierre de taille formant quatre arcs cintrés et surmontée d'une croix en fonte. La toiture à trois pans est recouverte d'ardoises.

### Stèle
À une trentaine de mètres à l'ouest du tilleul, une stèle en pierre calcaire a été placée en 2000 en même temps que la plantation de six jeunes tilleuls. Cette stèle reprend un texte gravé en wallon : Chal, les èfants des scoles ont planté des tiyous li 25 nôvimbe 2000 (Ici, les enfants des écoles ont planté des tilleuls le 25 novembre 2000).

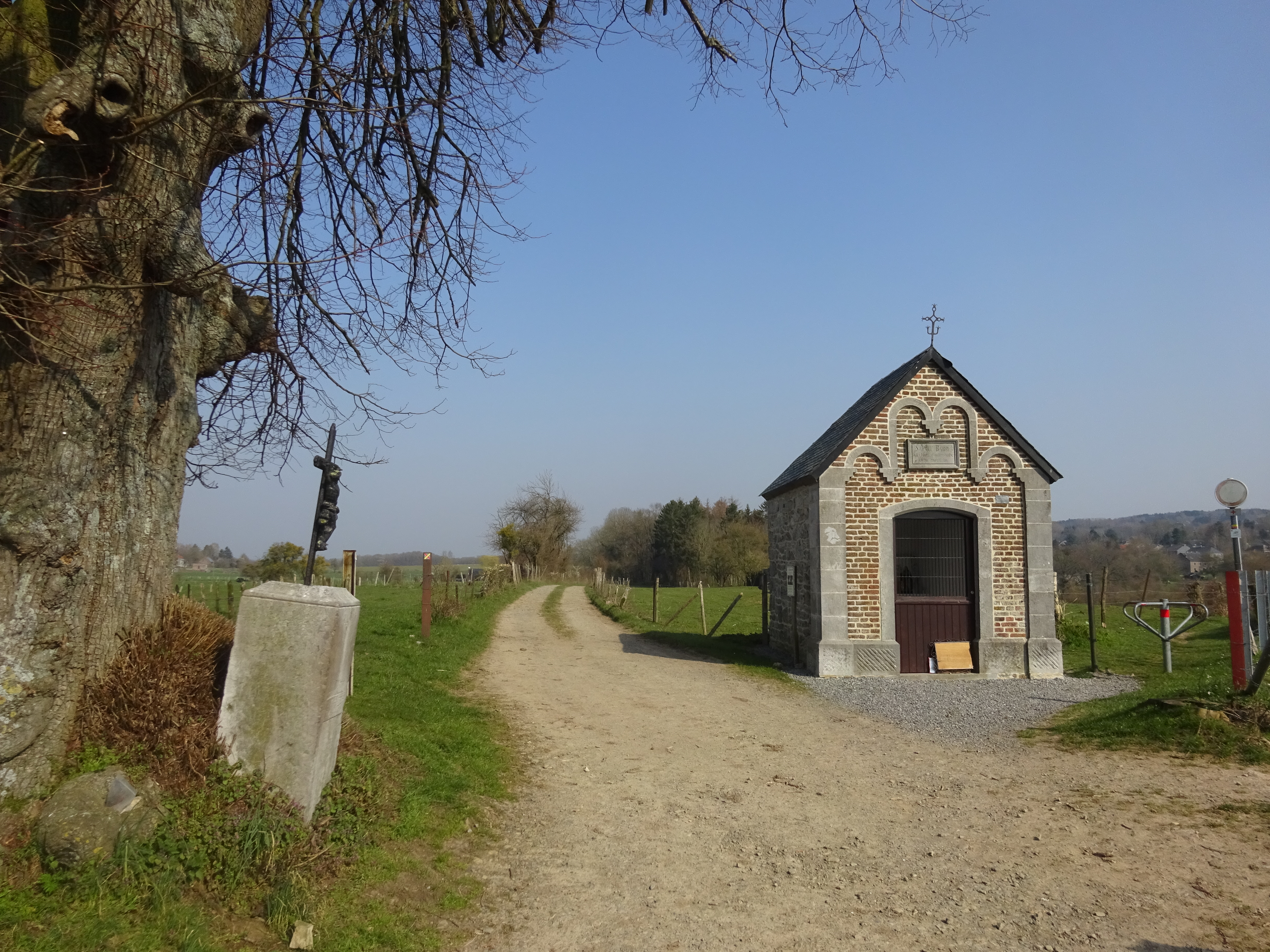
Le tilleul des Lognards, la croix Herman et la chapelle Sainte-Barbe

## Classement
Le Tilleul des Lognards est repris sur la liste du patrimoine immobilier classé de Ferrières depuis le 5 novembre 1965.

## Poème
Un poème du peintre Marcel Lagasse décrit le site :
Ancienne chapelle esseulée

Et de même, vieux crucifix

Par tous les temps, assez meurtris

Œuvre de lointaines années

Gracieux d'emmêlement de branches

Le vieux tilleul tout effeuillé

Reste beau, pour bien s'imposer

Par sa robustesse tant franche !

Le gros sapin, disant - Ardennes !

Au temps d'automne vient contraster

Et ajouter à la beauté.

Aussi, maints artistes y viennent

Et le peintre ici - sa palette !

A bien rendu tous ses aspects

Son paysage en est complet

Disant la vérité bien nette.

### Source et lien externe
- Stassen B., La Mémoire des arbres, le temps, la foi, la loi, tome 1, éditions Racine, Bruxelles, 2003